# ميلفين كيكميت
ميلفين كيكميت (بالفرنسية: Melvin Kicmett)‏ (19 مايو 1988 بليبيريا - ) هو لاعب كرة قدم مالي في مركز الهجوم. شارك مع منتخب ليبيريا لكرة القدم. أما مع النوادي، فقد لعب مع تونير ياوندي ويونيون دوالا وLPRC Oilers ‏ وسيركل أولمبيك باماكو وMonrovia Black Star FC ‏ وAir Force United F.C. ‏ وYala United F.C. ‏ وPhichit F.C. ‏.

## وصلات خارجية
- ميلفين كيكميت على موقع قاعدة بيانات كرة القدم.إي يو (الإنجليزية)
- ميلفين كيكميت على موقع ناشيونال فوتبول تيمز (الإنجليزية)